# 舊三塊厝車站

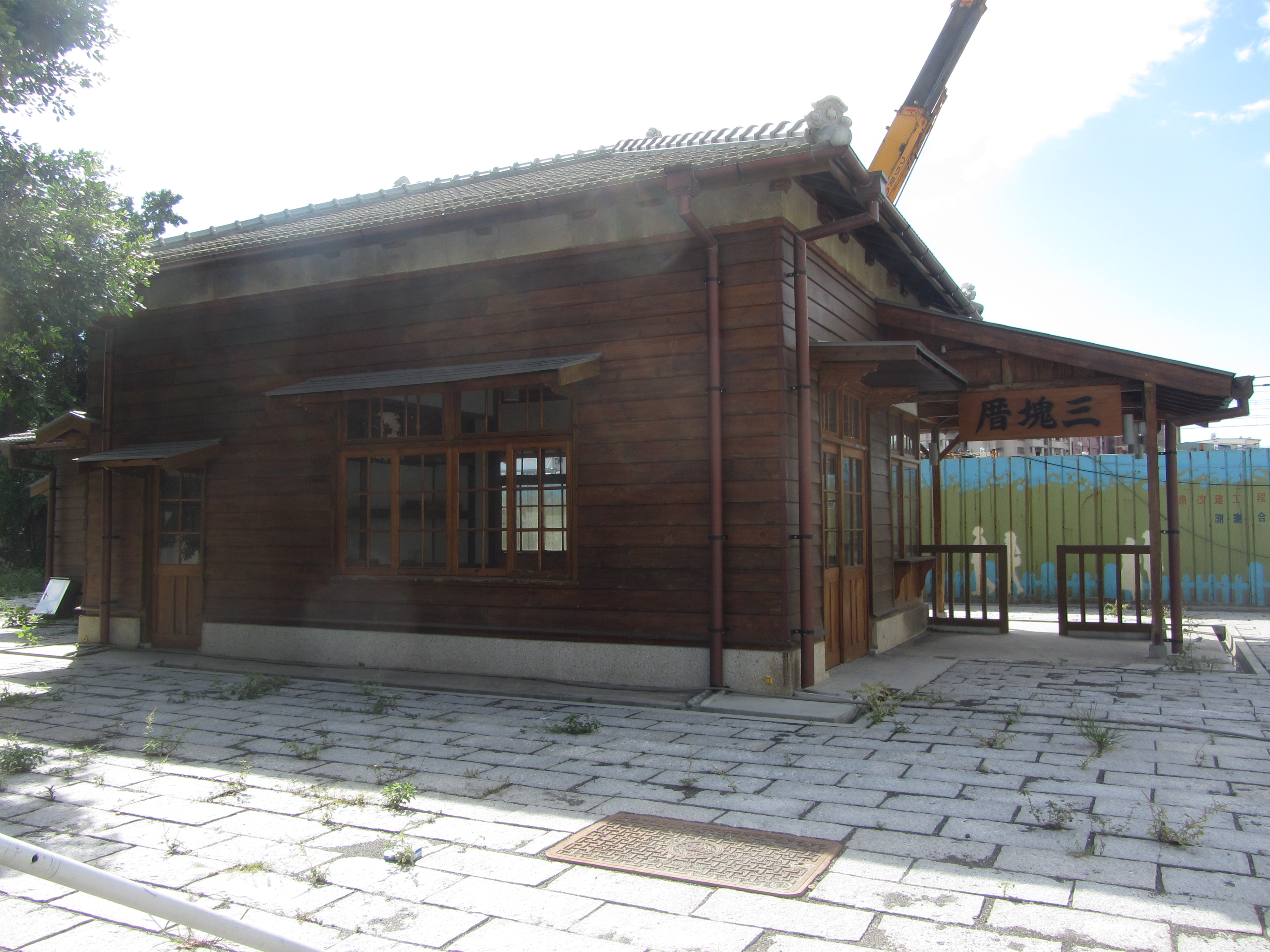
整修後的三塊厝車站舊站房

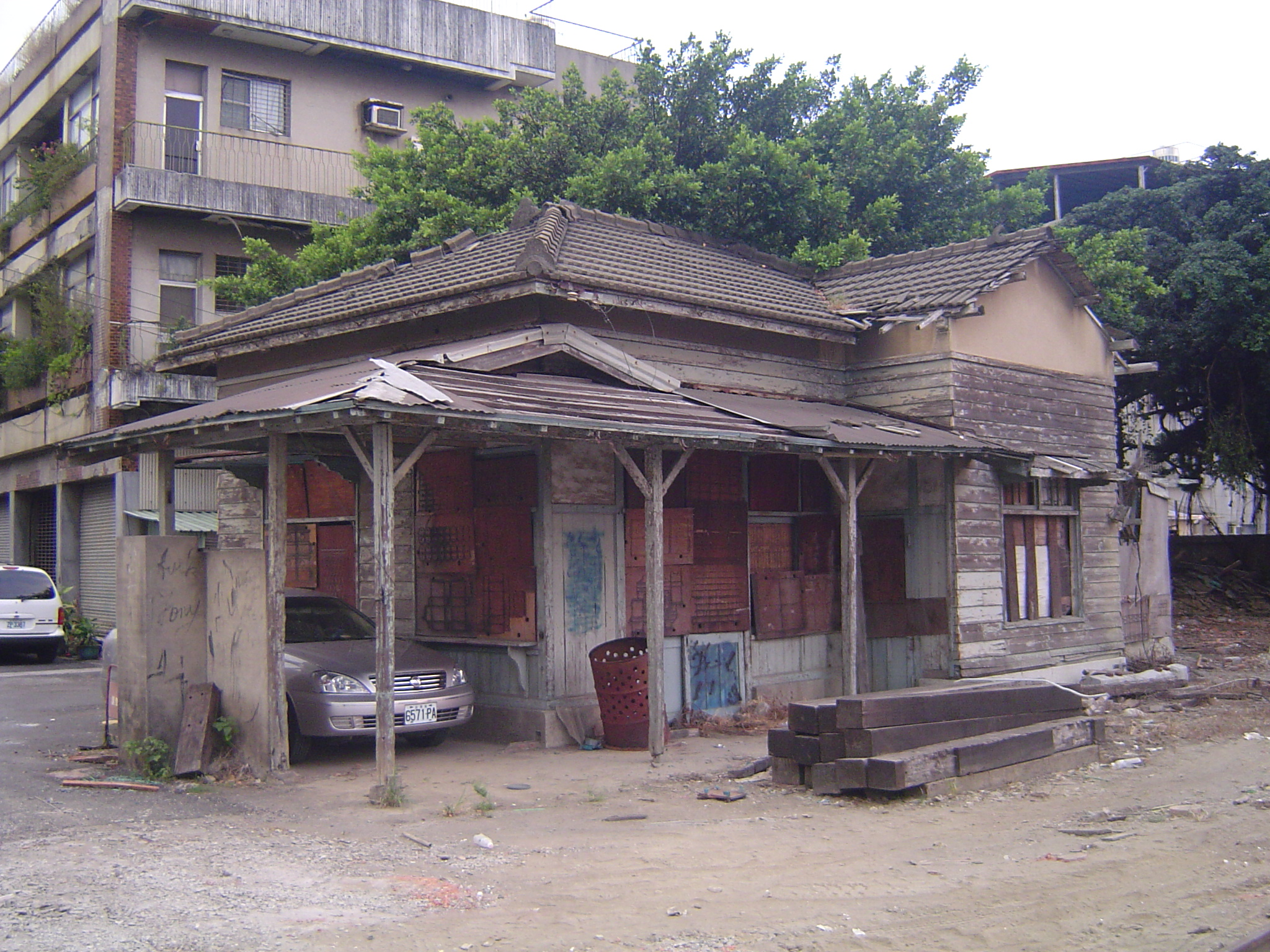
整修前的三塊厝車站舊站房（2007年7月31日拍攝）

高雄車站附近軌道示意圖
未列出臨港線支線、未依實際距離繪製

舊三塊厝車站位於高雄市三民區的三塊厝，亦稱為西三民站或三塊厝驛。三塊厝車站舊站舍目前為高雄市的直轄市定古蹟。

## 歷史
- 三塊厝驛（舊三塊厝車站）就是打狗通往九曲堂的鳳山支線的首站，明治41年（1908年）2月開始營運。三塊厝驛兼營客貨，但是以貨物運輸為主，特別是提供位於其北邊的台灣煉瓦株式會社的成品輸運有極大的貢獻。三塊厝驛可說是昭和16年（1941年）6月高雄火車站啟用之前，僅次於舊打狗驛（今高雄港站）的重要鐵道車站[2]。
- 1941年6月21日：升為三等鐵路貨運站。
- 1941年高雄車站啟用後，縱貫線列車不停三塊厝，因此車站重要性減低。戰後，1953年間，三塊厝站每日還有七班屏東線列車停靠，而後逐年減少。直到1962年客運停辦，專辦貨運。但隨著中都工業的外移，舊三塊厝車站也在1986年9月26日廢站[3]
- 1990年則正式將舊三塊厝車站列入「廢棄站」，不再使用及維修。
- 2004年高雄市文化局將舊三塊厝車站列為市定古蹟
- 2008年因站體年久失修，台鐵決定再編列預算一千六百多萬元進行維修。
- 2012年整修站體完成[4]。
- 2018年10月14日，新的三塊厝車站隨著高雄市區鐵路地下化工程完工而重新啟用，舊站距離新站約50公尺。

## 外部連結
- 張國政.古蹟三塊厝車站 年久失修恐崩塌.自由電子報.2007-04-14
- 高雄市市定古蹟 - 三塊厝火車站 調査研究及修復計畫
- 三塊厝火車站 - 文化部文化資產局 （页面存档备份，存于）
- 三塊厝火車站 - 高雄市政府文化局

22°38′20″N 120°17′37.5″E / 22.63889°N 120.293750°E